# 下角陽子
下角 陽子（しもかど ようこ、1969年1月14日 - ）は、フリーアナウンサー、相撲ジャーナリスト。

## 来歴
兵庫県神戸市出身。
1992年3月、学習院大学文学部を卒業後、同年4月、ニッポン放送に入社。入社同期は同局CP局報道スポーツコンテンツセンタースポーツ部アナウンサーの山内宏明、現：フリーアナウンサーの荘口彰久、元アナウンサーの仲佐かおり、根岸紀子。編成局制作部のアナウンサーとして、主に歌番組のアシスタントや番組中継リポーターを担当。1998年、ニッポン放送を退職し、フリーアナウンサーに転向。
「大相撲年鑑」の企画・ライターとして参加し、その縁で2003年、大相撲本場所の場内向けのミニFM局である、どすこいFMの女性初のキャスターを閉局した2017年九月場所迄15年担当。以後、「相撲ジャーナリスト」の肩書きを作り、角界の取材を行っていき、特に古巣であるニッポン放送の番組に出演し、大相撲の取材内容を語っている。

## 人物
- 前述の好格から大相撲の仕事を行う様になったが、関取として好きな人物は貴ノ花利彰である[1]。

## 出演番組

### ラジオ
- FM Radio Shopping (NACK5）

ニッポン放送にて「相撲ジャーナリスト」としての取材報告
- 飯田浩司のOK! Cozy up!
- 高嶋ひでたけのあさラジ!
- 森永卓郎の朝はモリタク!もりだくSUN
- 垣花正 あなたとハッピー!
- 戸田恵子 オトナクオリティ - 2016年1月17日
- 土屋礼央 レオなるど - 2016年7月19日
- テリー伊藤のフライデースクープ そこまで言うか! - 2014年11月07日
- 松本ひでお 情報発見 ココだけ - 2012年11月20日
- 中村こずえのSUNDAY HAPPY MAP[2]

### 過去

#### ニッポン放送時代
- 下角陽子のウィークエンド歌謡スペシャル（パーソナリティ）- 1996年4月 - 1996年9月
- つかちゃんの今日も快調!ほがらか大放送（リポーター）
- タモリの週刊ダイナマイク（リポーター）
- ショウアップナイターフラッシュ（スタジオ担当）
- あとちゃん山瀬の歌のギャップ10（リポーター）- 1996年10月 - 1998年9月

### テレビ
- 全国高校野球 埼玉県大会※ベンチリポート（テレビ埼玉）

#### ラジオ
- 日本列島ほっと通信（TBSラジオ）- 2003年10月 - 2004年3月
- 神山雄一郎サンデースポーツカフェ（TBSラジオ）- 2000年10月 - 2001年3月
- SPO-NOW※大相撲コーナー（NACK5）
- NACK5 ライオンズフリーク 真夏の女子会 - 2016年8月13日（NACK5）

## 著作

### 単著
- 「大相撲」知ったら面白すぎる70の話

### 共著
- 大相撲年鑑―いま相撲がおもしろい (2001) (Mook21)
- 大相撲年鑑 (2002) (Mook21)